# 来迎寺 (八尾市)
来迎寺（らいこうじ）は、大阪府八尾市大窪にある浄土宗の仏教寺院。 正式名を聖衆山護念院来迎寺といい、阿弥陀如来を本尊としている。

## 概要
創建の時期は定かではないが、宝永6年（1709年）に4代目住職が執筆したとされる「開基建立之由縁」によると、現在地に至るまでに数か所も所在地を変えており、創建は江戸時代の初期とされている。
山門はなく、本堂が一宇あるのみで、その周囲は墓地になっている。さらに付近一帯には小さな古墳（円墳）が広範囲にわたり多数分布しており、高安古墳群とよばれている。境内にも「来迎寺塚」と名づけられている石室の名残りや、「抜塚」（ぬけづか）とよばれる石室の奥壁が抜かれて貫通している横穴式石室墳をはじめ、いくつか存在する。

## ギャラリー

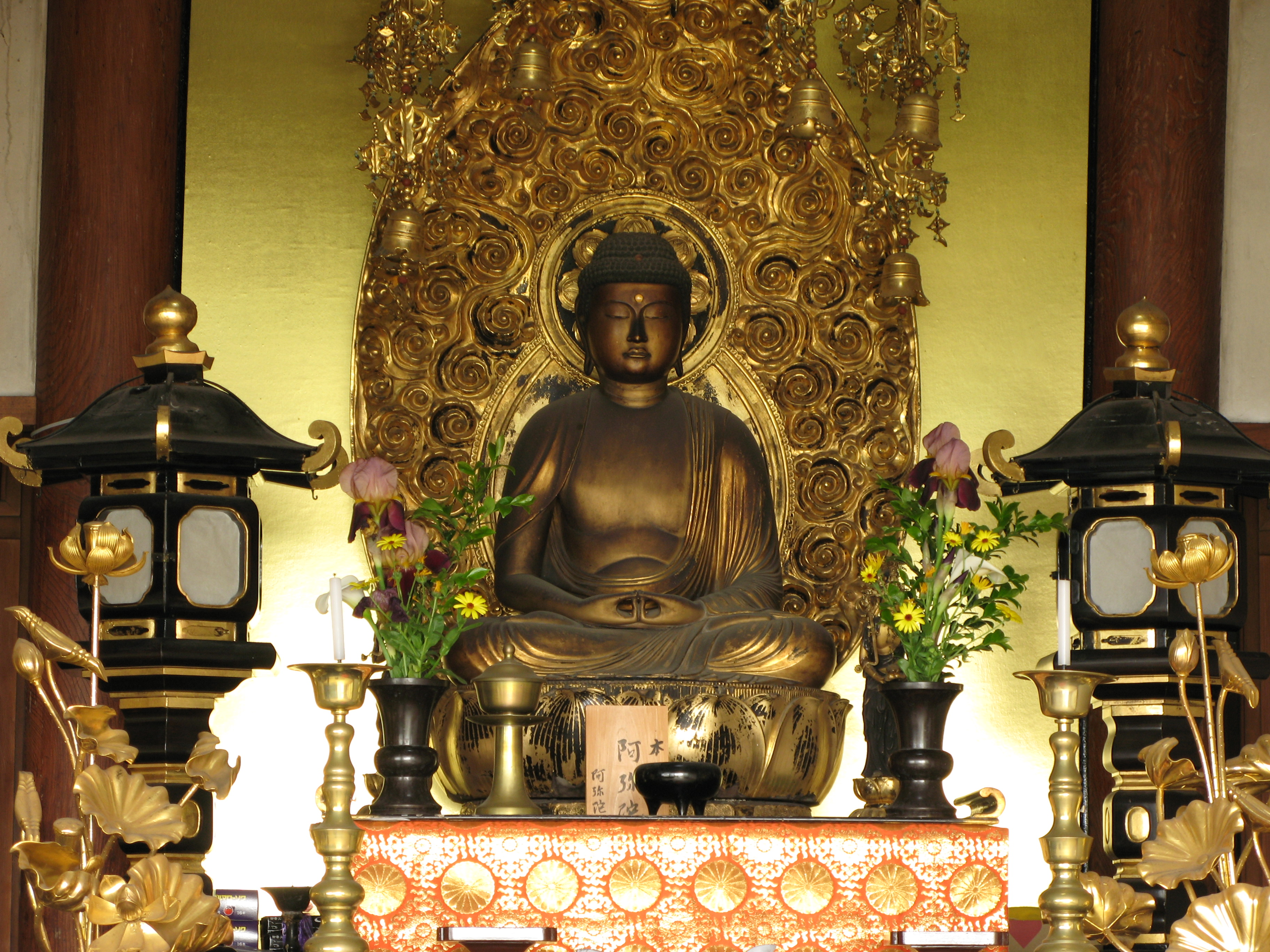
本尊の阿弥陀如来像
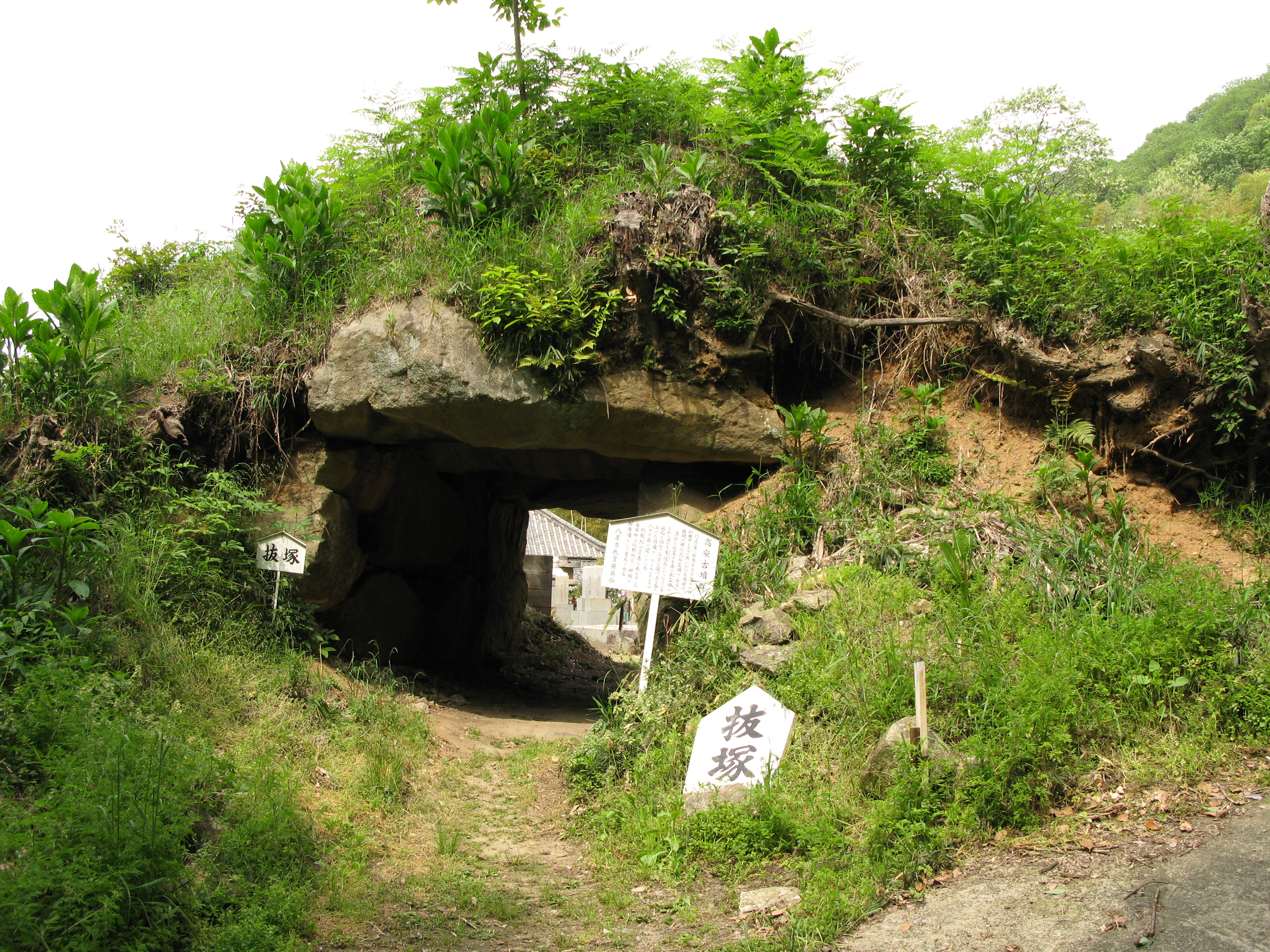
境内の南端にある「抜塚」